# NGC 328
NGC 328 es una galaxia espiral barrada de la constelación de Fénix. 
Fue descubierta el 5 de septiembre de 1836 por el astrónomo John Herschel.